# هيرفيه كاريه
هيرفيه كاريه (بالفرنسية: Hervé Carré)‏ هو اقتصادي فرنسي، ولد في 24 سبتمبر 1944.